# Decreto legislativo 8 giugno 2001, n. 231
Il decreto legislativo 8 giugno 2001, n. 231 è una norma della Repubblica Italiana che disciplina la responsabilità amministrativa delle persone giuridiche e delle associazioni.
Con questo provvedimento viene introdotta in Italia una forma di responsabilità a carico delle organizzazioni (imprese, società, associazioni), per una lista di reati che possono essere commessi dal personale a favore o nell'interesse dell'azienda stessa (es. corruzione, disastro ambientale, riciclaggio di denaro). 
Tale responsabilità si aggiunge a quella della persona fisica che ha realizzato materialmente il reato.

## Storia
L'elaborazione preparatoria fu svolta nell'ambito dei lavori sul codice penale svolti da una commissione ministeriale presieduta da Carlo Federico Grosso.
Il decreto rappresentò per l'Italia il superamento dell'antico brocardo Societas delinquere non potest, equiparando la posizione penale dell'ente persona giuridica a quella della persona fisica.

L'anno successivo, il rapporto intitolato World Report on violence and health dell'OMS definì come violenta «qualsiasi condotta che, attraverso l’abuso di potere o di forza fisica, minaccioso o reale, contro una persona o un gruppo di persone o una comunità, risulta o ha un’alta probabilità di risultare in lesione fisica, morte, danno psicologico, non sviluppo o deprivazione». Tale definizione aprì a livello internazionale, la possibilità  di interpretare dentro tale fattispecie di violenza anche l'abuso di potere economico da parte di un'azienda, sia in termini di abuso di potere che di forza fisica dei suoi membri nei confronti dei singoli o delle comunità locali.

## Contenuto

### Benefici per la liquidazione
Prima dell'approvazione della legge, alle aziende era precluso l'accesso ai benefici di legge in caso di liquidazione coatta, amministrazione controllata o fallimento, se era accertato che la situazione derivava da un illecito amministrativo o penale commesso da un loro dipendente. Con l'entrata in vigore della norma possono accedere a questo tipo di benefici anche le aziende che, in presenza di condanne dei loro dipendenti, dimostrino di avere attuato tutti i controlli obbligatori per prevenire il reato. In questo modo, chi detiene la proprietà e la gestione non è indotto a complicità con i diretti responsabili, pur di non precludere all'azienda i benefici di legge.
Viceversa, non costituisce insubordinazione contrattuale e giusta causa di licenziamento, la risoluzione del rapporto di lavoro intimata al dipendente che rifiuti di adempiere a disposizioni contrarie alla legge, siano esse contenute in comunicazioni dei superiori gerarchici, procedure aziendali, accordi collettivi azienda-sindacato, o contratti di lavoro individuali fra datore e lavoratore. Il diritto pubblico prevale su tutte queste forme del diritto privato, che sono atti o patti automaticamente nulli nelle parti non conformi o contrarie alla legge, cui al contrario il lavoratore è tenuto ad opporre il proprio rifiuto.

### Disciplina dei processi aziendali
La legge non prevede un meccanismo di crediti o di certificazioni per le società di consulenza che dovrebbero supportare le aziende nell'attuazione del decreto, che richiede di intervenire nell'organizzazione e di produrre una documentazione cartacea in merito alla mappatura e reengineering dei processi interni, integrandovi un sistema di prevenzione e controllo del rischio operativo.

### Sanzioni
La norma prevede sanzioni in capo alle aziende, come persona giuridica, responsabile di non aver posto in essere quella serie di prevenzioni che impediscono ai propri dipendenti di commettere reati nell'interesse della società. Si tratta di sanzioni pecuniarie, della chiusura dell'attività in caso di recidiva, del divieto di contrattare con la pubblica amministrazione come misura cautelare.
Fra le varie misure in caso di recidiva, non è menzionata la possibilità del commissariamento governativo, come strumento di salvaguardia dei posti di lavoro, in alternativa alla chiusura dell'attività. Il pericolo di una perdita del posto di lavoro potrebbe disincentivare la collaborazione del personale dipendente per l'attuazione della 231, sia con gli organi di vigilanza interna che con le autorità preposte.

## Reati-presupposto
La Legge 22 maggio 2015 n.68 (G.U. Serie Generale n.122 del 28-5-2015),- con modifiche significative al D.Lgs.152/2006 -, e La legge 27 maggio 2015 n. 69 (G.U. n.124 del 30-5-2015) art. 12, introducono importanti modifiche al Decreto 231/2001 (art. 25-undecies): la responsabilità amministrativa degli enti scatta ora anche per i reati ambientali (Titolo VI-bis c.p. intitolato “Dei delitti contro l'ambiente”), e per quelli societari (reato di false comunicazioni sociali previsto dall'art. 25-ter della 231/2001).
Dopo queste riforme, il Decreto comunque non introduce la class action per il "ristoro di classe" per danni derivanti da reati extra-contrattuali -quelli non commessi in violazione di un rapporto contrattuale formalizzato e direttamente sussistente fra le parti- come i reati ambientali e societari, sul modello di successo della Rule 23 negli Stati Uniti. Questo tipo di reati attualmente, ricevono tutela solo attraverso migliaia di micro procedimenti instaurati, di volta in volta, nei vari tribunali.